# Peter Roche de Coppens
Peter Roche de Coppens (Vevey, 24 maggio 1938 – 12 giugno 2012) è stato un sociologo, antropologo e psicoterapeuta svizzero.

## Biografia
Peter Roche de Coppens, compie i suoi studi prima in Svizzera, Italia e Argentina. Si trasferisce poi negli USA dove si laurea in Sociologia ed Antropologia alla Columbia University e consegue la specializzazione in Psicoterapia Umanistica in Canada, all’Università di Montreal. Studia con Pitirim Sorokin alla Harvard University. A Firenze è allievo di Roberto Assagioli per lo studio della Psicosintesi personale e transpersonale, con particolare interesse per le crisi esistenziali dovute al risveglio psichico spirituale. Dal 1970 è professore di Sociologia ed Antropologia alla East Stroudsburg University. Tiene inoltre seminari e conferenze in numerose università e centri di ricerca nel mondo. Tra questi, la Sorbona e l’Istituto di Psicosintesi di Parigi e la McGill University di Montreal. 
È membro dell’Accademia delle Scienze di New York e dal 1987 consulente spirituale per le Nazioni Unite.
Autore prolifico, ha scritto più di 70 libri in inglese, francese ed italiano.
Nel 1991 conduce in Pennsylvania il programma televisivo “Soul Sculpture”. Per lui, due sono le sfide fondamentali del XXI secolo: innalzare la propria coscienza spirituale per attivare la propria intuizione ed il raggiungimento di una nuova dimensione della medicina olistica, la medicina psico- spirituale. Dal 2003 collabora con GUNA SpA (la più importante azienda italiana nel settore della produzione e distribuzione di farmaci omeopatici) creando la sezione editoriale “Medicina e Spiritualità”, per la quale ha pubblicato tredici volumi, e condotto tredici seminari rivolti ai medici interessati ad integrare la dimensione e la coscienza spirituale nella pratica medica. Inoltre ha tenuto seminari di formazione professionale su questo argomento. Nel 2010 è stato formalmente membro del comitato scientifico del Dipartimento di Bioetica della Facoltà di Scienze della Formazione dell’Università di Bari per i corsi post laurea.

## Pubblicazioni
- Vivere sani in un mondo malato (1994)
- Vitamine d'amore (2002)
- La preghiera, strumento di guarigione olistica (2004)
- Medicina e spiritualità (2007)
- La famiglia spirituale nel XXI secolo
- Il pellegrinaggio. risveglio alla realtà
- La grande opera
- L'incontro con i santi e saggi